# Rilhac-Rancon
Rilhac-Rancon (tiếng Occitan: Rilhac (Rancom)) là một xã của tỉnh Haute-Vienne, thuộc vùng Nouvelle-Aquitaine, miền trung nước Pháp.